# Попов, Евгений Михайлович (архитектор)
Евгений Михайлович Попов (20 декабря 1901, Медынь, Калужская губерния — 10 августа 1965) — советский архитектор. Действительный член Академии архитектуры СССР. Главный архитектор ЗИЛа.

## Биография

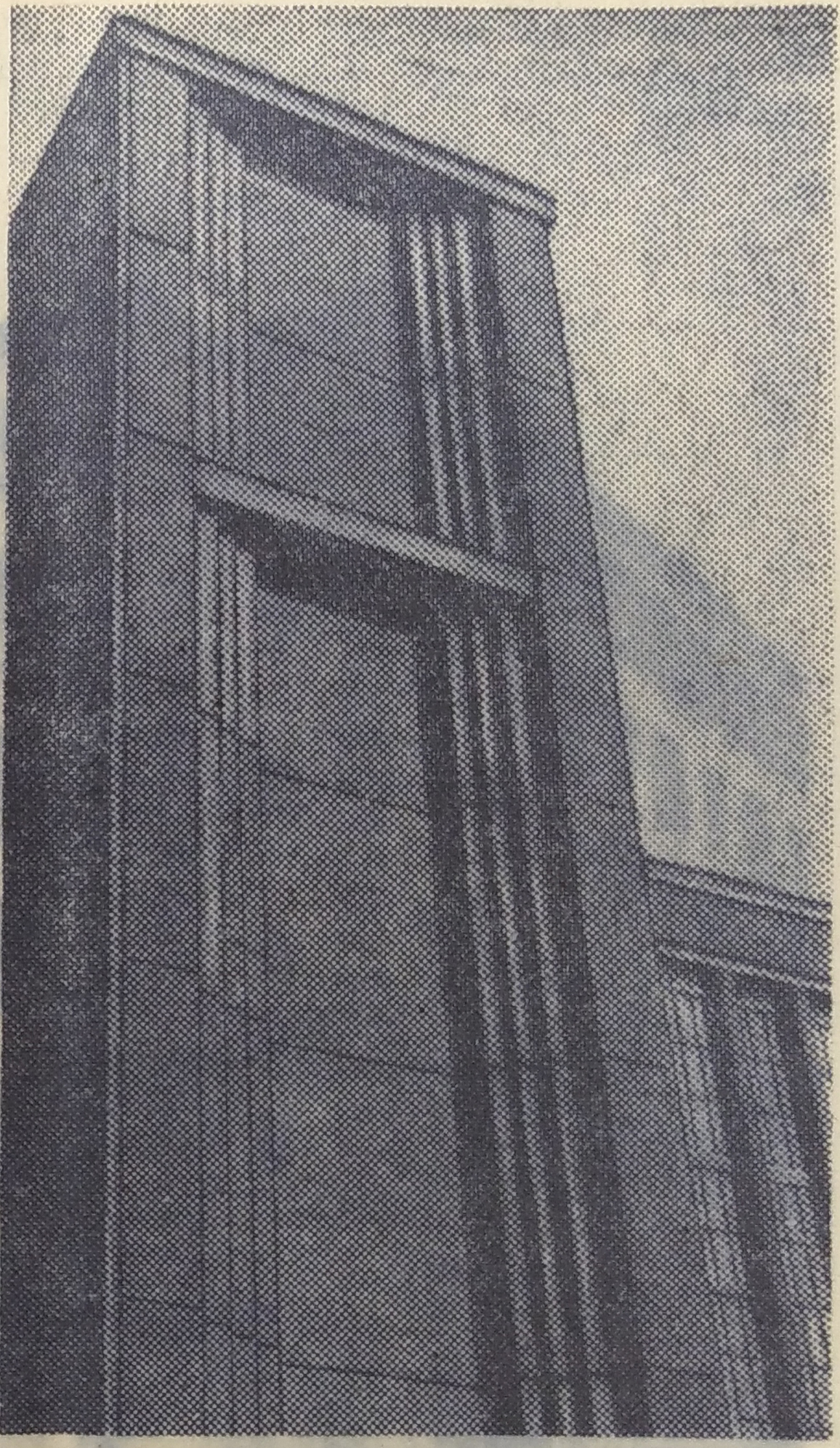
Пилон модельного цеха ЗИЛа

Евгений Попов родился в 20 декабря 1901 года в городе Медынь. В 1917 году переехал в Москву и поступил в техникум имени Герцена. В 1920 году был командирован в Московское высшее техническое училище (МВТУ), которое окончил в 1927 году по специальности фабрично-заводского строительства и архитектуры. Темой его диплома был «Бумажный комбинат в Тавде» (руководитель В. А. Веснин).
После окончания МВТУ работал в проектном бюро текстильного синдиката. Затем в течение шести лет был автором и главным архитектором проектов крупных портландцементных заводов в Промстрое и Цемпроекте. В 1930-х годах работал в 3-й и 1-й мастерской НКТП. Опыт проектирования и строительства цементных заводов нашёл отражение в двух главах «Цементные заводы» и «Заводы разных строительных материалов», написанных Поповым для первого тома справочника "Архитектура промышленных зданий (1935). С 1936 по 1941 год Евгений Попов являлся главным архитектором строительства автозавода им. Сталина (ЗИЛ).
По мнению архитектора В. М. Перлина, проект ЗИЛа был главной работой в творчестве Попова. Он отмечал высокое качество архитектуры главной магистрали завода и комплексное решение предприятия в целом (а не «штучное строительство»). Отмечалось также высокое качество решения бытовых устройств для рабочих, площадок отдыха и спорта, интерьеров цехов. На Всемирной выставке 1937 года в Париже проект ЗИЛа был удостоен большой золотой медали.
После начала Великой Отечественной войны выполнял ряд особых заданий Моссовета, занимался маскировкой промышленных предприятий, за что был награждён медалью «За оборону Москвы». Затем уехал в эвакуацию в Ташкент вместе с Московским архитектурным институтом. Там, помимо преподавательской и научной деятельности, он занимался восстановлением эвакуированных заводов и разрабатывал проект жилища для Узбекской ССР. В 1942 году защитил кандидатскую диссертацию на тему «Цементные заводы».
После возвращения из эвакуации занимался гидроэнергетическим строительством. Основными его работами были проекты Камского (Пермь) и Мингечаурского (Азербайджанская ССР) гидроузлов. Каждый гидроузел архитектор рассматривал как единый архитектурный комплекс, пространственно связанный с прилегающими к нему промышленными предприятиями.
В 1949 году окончил университет марксизма-ленинизма. В 1950 году был избран действительным членом Академии архитектуры СССР. Являлся членом Учёного совета НИИ общественных и промышленных сооружений, членом Экспертного совета по строительным специальностям Министерства высшего образования, членом Архитектурно-экспертного совета Госстроя, постоянным консультантом институтов «Теплоэлектропроект», «Гипромолоко», творческим руководителем по архитектуре в Госхимпроекте.
С 1950 по 1961 год активно выступал с докладами в Московском, Ленинградском, Харьковском, Свердловском отделениях Союза архитекторов СССР. Избирался членом правления Союза архитекторов, членом Президиума МОСА, руководителем промышленной секции.
В послевоенный период опубликовал около 45 научных работ по промышленной архитектуре. На протяжении 35 лет преподавал в Московском архитектурном институте (доцент с 1934 года, профессор архитектуры с 1953 года).
Умер 10 августа 1965 года. Похоронен в Москве на Ваганьковском кладбище (участок 13).

## Коллективные и персональные проекты
- Ткацкая фабрика в Ленинакане[3]
- Прядильная фабрика в Богородске[3]
- Трикотажная фабриика в Витебске[3]
- Новоспасский, Елецкий, Логовский, Копанищенский и другие цементные, меловые и известковые заводы[3]
- Экспериментальный коммунальный жилой дом переходного типа в Саратове в соавторстве с архитектором С. А. Лисагором (1930—1931)
- Текстильный комбинат в городе Кайсери в Турции[3] в соавторстве с И. Ф. Милинисом, А. Л. Пастернаком и И. С. Николаевым (1933)
- Санаторий Наркомтяжпрома имени Орджоникидзе в Кисловодске в соавторстве с Ю. Н. Гумбург и под руководством М. Я. Гинзбурга (1935—1937)
- Моторный корпус Московского автозавода на улице Автозаводской в Москве (1937)
- Здание управления шлюзами Пермской ГРЭС[7]